# 小笹芳央
小笹 芳央（おざさ よしひさ、1961年5月18日 - ）は、日本の実業家、馬主。
株式会社オンテックス代表取締役の小笹公也は弟。

## 概要
早稲田大学を卒業後、1986年にリクルートに入社して2000年まで勤務。リクルートでは人事部に配属され、採用・教育の業務に従事。1994年には企業向けの組織人事のコンサルティングを行う部署である「組織人事コンサルティング室」の責任者を歴任。2000年、リクルートを退職して株式会社リンクアンドモチベーションを設立。

## 馬主活動

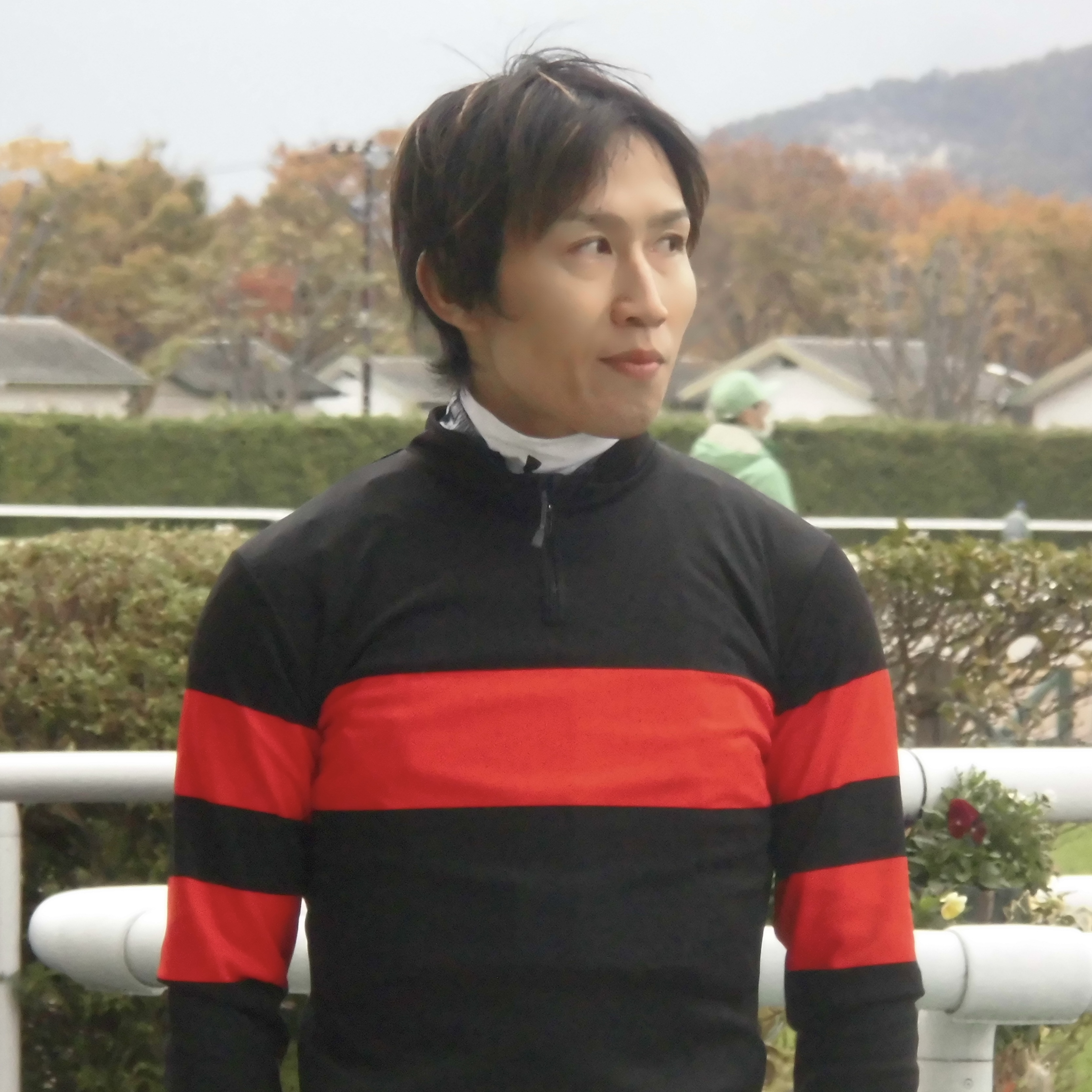
小笹芳央の勝負服を着用した田辺裕信

日本中央競馬会（JRA）に登録する馬主として知られる。勝負服の柄は黒、赤一本輪、袖赤二本輪、冠名には自分の名前「芳央」の音読みと「法王」をかけた「ホウオウ」を用いる。
馬主となったきっかけは、2014年の日本ダービー当日に知人から東京競馬場の来賓用特別室「ダービールーム」に招かれ、日本ダービーを観戦して感動した事だという。
弟の公也も馬主であり、イニシャル(T.O.)からとった「テーオー」を冠名としている。

### 来歴
- 2014年 - 馬主資格取得[1]。
- 2021年 - ホウオウイクセルがフラワーカップを制し、重賞競走初制覇[6]。

## 主な所有馬

### 重賞競走優勝馬
- ホウオウイクセル（2021年フラワーカップ）[7]
- ホウオウアマゾン（2021年アーリントンカップ）[8]
- ホウオウエミーズ（2023年福島記念）[9]
- ホウオウビスケッツ（2024年函館記念）

## テレビ出演
- 日経スペシャル ガイアの夜明け “やる気”にさせる男たち 〜会社を元気にする方法 教えます〜（2005年4月5日、テレビ東京）[10]。
- 日経スペシャル カンブリア宮殿 「若手のやる気の引き出し方教えます！ ～伝説のカリスマ社長兄弟」（2008年4月28日、テレビ東京）- リンクアンドモチベーション社長として、弟の小笹公也（オンテックス会長）と出演[11]。

## 著書
- 『キミの就職活動は間違いだらけ 脱マニュアル宣言』（1992年2月29日、日本実業出版社）ISBN 9784534018472
- 『自己発見の瞬間 成功の扉をひらく27章』（共著者:松枝修 菅又康倫）（1997年12月20日、日本能率協会マネジメントセンター）ISBN 9784820713036
- 『戦略プロフェッショナル・ベーシック・スキル』（2000年9月15日、日本能率協会マネジメントセンター）ISBN 9784820715276
- 『部下の「やる気」は上司で決まる モチベーション・クリエーターが企業の命運を握る』（2001年12月15日、実業之日本社）ISBN 9784408104812
- 『モチベーション・マネジメント 最強の組織を創り出す、戦略的「やる気」の高め方』（2002年12月4日、PHP研究所 PHPビジネス選書）ISBN 9784569624426
  - 『モチベーション・マネジメント 最強の組織を創り出す、戦略的「やる気」の高め方』（2008年11月19日、PHP研究所 PHP文庫）ISBN 9784569671215
- 『モチベーションカンパニー 組織と個人の再生をめざすモチベーションエンジニアリングのすべて』（2002年12月25日、日本能率協会マネジメントセンター）ISBN 9784820741220
- 『「アイ・カンパニー」の時代 キャリアを鍛える。モチベーションを高める。』（共著者:小畑重和）（2003年4月10日、中央公論新社）ISBN 9784120033742
- 『モチベーション・ストラテジー 企業と個人 企業と個人を再生させる！超活性化組織の創り方』（2003年12月3日、PHP研究所 PHPビジネス選書）ISBN 9784569633213
- 『モチベーション自己革命』（2003年12月20日、講談社）ISBN 9784062642248
- 『モチベーション・リーダーシップ 組織を率いるための30の原則』（2006年6月5日、PHP研究所 PHPビジネス新書）ISBN 9784569649764
- 『仕事がうまくいく自分の創り方 モチベーション革命30の法則』（2006年12月27日、PHP研究所）ISBN 9784569658865
- 『引く手あまたの「売れる！社員」になる 一流人材と三流人材はここが違う』（2007年7月3日、実業之日本社 実日ビジネス）ISBN 9784408106977
- 『いる社員、いらない社員 トップ人事コンサルタントが明かす』（2007年8月17日、ソフトバンククリエイティブ）ISBN 9784797338874
- 『会社の品格』（2007年9月30日、幻冬舎 幻冬舎新書）ISBN 9784344980532
- 『自分のカラを破る力が湧く言葉』（共著者:小笹公也（実弟））（2007年12月5日、経済界）ISBN 9784766784107
- 『モチベーションエンジニアリング経営 人材流動化時代の新たな経営手法』（共著者:勝呂彰）（2008年1月24日、東洋経済新報社）ISBN 9784492532416
- 『なぜ、できる人から辞めていくのか？ モチベーションを左右する本当の理由』（2008年5月10日、大和書房）ISBN 9784479792345
- 『自分は評価されていないと思ったら読む本』（2009年12月20日、幻冬舎）ISBN 9784344017696
- 『社長と教授の「やる気！」特別講座』（共著者:金井壽宏）（2010年9月21日、かんき出版）ISBN 9784761267025
- 『「できる社員」になる！ あなたの「不満」を「自信」に変える法』（2010年12月20日、実業之日本社）ISBN 9784408108742
- 『変化を生み出すモチベーション・マネジメント 6つのマジックで思考と行動が変わる』（2011年3月22日、PHP研究所 PHPビジネス新書）ISBN 9784569795591
- 『「持ってる人」が持っている共通点 あの人はなぜ奇跡を何度も起こせるのか』（2011年5月28日、幻冬舎 幻冬舎新書）ISBN 9784344982154
- 『セルフ・モチベーション 1日3分で人生が変わる』（2012年3月19日、PHP研究所 PHPビジネス新書）ISBN 9784569804217
- 『なぜか評価されないあなたへ 心に刺さる耳の痛い話』（2013年10月25日、日経BP社）ISBN 9784822230715
- 『お金の話にきれいごとはいらない 自分を「会社のように」経営する人生戦略』（2014年7月1日、三笠書房）ISBN 9784837925491
- 『松下幸之助に学ぶモチベーション・マネジメントの真髓 ダイバーシティ時代の部下の束ね方』（2017年7月1日、PHP研究所）ISBN 9784569836362
- 『本気の説教 心に刺さる耳の痛い話』（2018年6月2日、日本経済新聞出版社 日経ビジネス人文庫）ISBN 9784532198572
- 『モチベーション・ドリブン 働き方改革で組織が壊れる前に』（2019年3月22日、KADOKAWA）ISBN 9784046041425